# Thanatophilus lapponicus
Thanatophilus lapponicus – gatunek chrząszcza z rodziny omarlicowatych.
Chrząszcz o ciele długości od 9,4 do 14 mm, ubarwionym czarno, przy czym głowę i przedplecze gęsto pokrywają beżowe szczecinki. Głowa cechuje się płytko wykrojoną wargą górną. Pokryw gęsto oszczecinione, mają trzy żeberka i rzędy guzków na każdym z międzyrzędów. Wierzchołek pokryw u samicy jest ogoniasto wyciągnięty, zaś u samca zaokrąglony. Odległość między biodrami odnóży tylnych wynosi mniej więcej tyle co ich szerokość.
Larwa ma wierzch ciała ciemnobrązowy do czarnego. Jej czułki mają na drugim członie duży stożek zmysłowy. Długość dziesiątego segmentu odwłoka jest u niej dwukrotnie mniejsza niż długość urogomf.
Larwy są padlinożerne. Samica składa jaja w pobliżu padliny, a larwy lęgną się po 5–6 dniach. Imagines żerują też na larwach muchówek. Niekiedy przywabiane są przez futra, mięso lub suszone ryby.
Gatunek holarktyczny, zaadaptowany do chłodów. W Palearktyce zamieszkuje Islandię, Norwegię, Szwecję, Finlandię i północną Rosję z Syberią włącznie. W Nearktyce rozsiedlony od Alaski i Kanady przez północne Stany Zjednoczone po południową Kalifornię, Kolorado, Nowy Meksyk i Arizonę.